# M S mester

M. S. mester: Vizitáció (Mária látogatása Erzsébetnél, Erzsébet kézcsókkal köszönti Máriát, akiben Jézus anyját ismeri fel) 1500-1510 között

M S mester (M. S. mester) a késő középkori magyarországi festészet legkiválóbb, anonim (azonosítatlan) mestere. Stílusa alapján valószínűsíthető, hogy tanult Itáliában, mert legismertebb művén, a Vizitáción (Mária látogatása Erzsébetnél) az egykorú itáliai reneszánsz hatása tükröződik (a táj gazdagsága, természethűség, anatómiai pontosságra való törekvés). Az ismeretlen művész a szignatúráját (M S), az 1506-os évszámmal a Feltámadás című tábláján, a koporsó párkányán helyezte el.

## A monogram feloldása

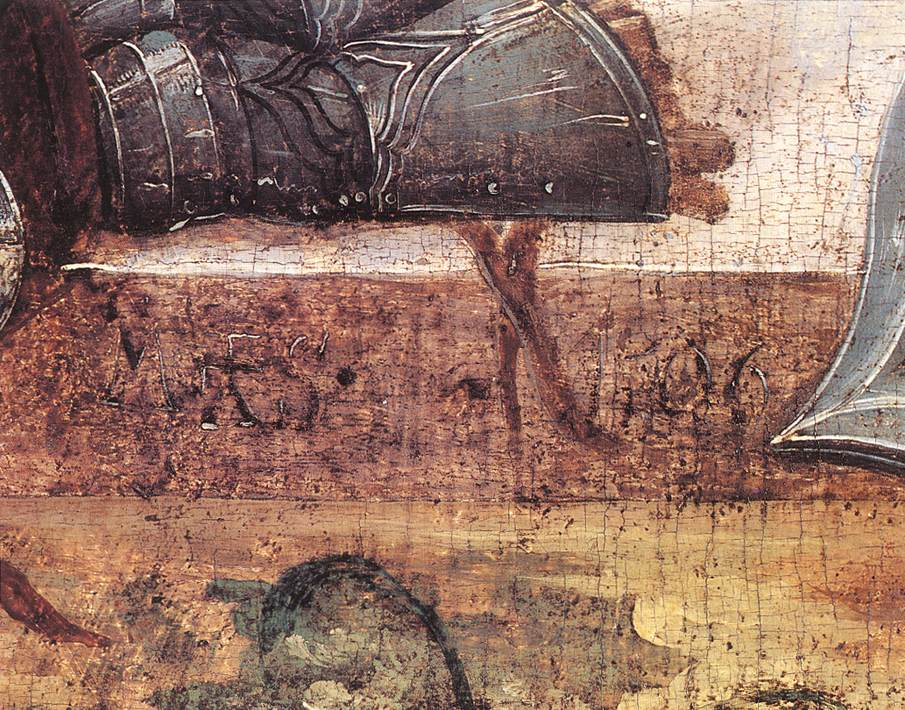
M S mester névjegye és az 1506-os évszám a Feltámadás táblán Az évszám a betűktől eltérő formájú és sötétebb vonalakkal húzott

Mojzer Miklós művészettörténész szerint bizonyítható, hogy az egykori bányavárosokban - és éppen Selmecbányán - a festővel azonosítható művész nem élt. A monogramot a szignatúrák különbözősége ellenére, a német művészettörténet általában Id. Jörg Breu augsburgi festővel ill. M. Z. rézmetszővel azonosítja (aki feltehetően azonos a müncheni Matthäus Zaisinger (1498–1555) metsző és ötvösművésszel). Egy korábban felfedezett 1507-es selmecbányai oklevél alapján feltételezték, hogy M.S. egy Sebestyén nevű, valószínűleg magyar festő volt, akinek művészete Martin Schongauer, Dürer és főként Matthias Grünewald stílusával rokon.
Váralljai Csocsány Jenő művészettörténész elmélete szerint viszont M.S. mester Martinus Strigoniensis, vagyis Esztergomi Márton volt. 2006-ban, az Esztergomi Keresztény Múzeum meghívására tartott erről előadást M.S. mester 500. évfordulóján címmel. Elmélete szerint M.S. mester esztergomi Kálváriáján a jobboldali vitézen a Sárkány Lovagrendnek olyan vállszalagját viseli, mint Beatrix királyné a The Morgan Library & Museum Könyvtár corvináján. A sárkánykardos századosnak a nyaklánca is sárkányrendi. Baloldalt, a háttérben elmélete szerint Trencsén vára áll. Véleménye szerint Martinus Strigoniensis Három Királyok című képén, ami Lille-ben van, a  középkorú király, aki kinéz a képből II. Ulászló magyar király alakja.

## M S mester művei
Egykori selmecbányai főoltárának szárnyképeiből csupán hét maradt fenn, ebből négyen, melyek a csukott oltár (hétköznapi oldal) alsó sorát alkották, Krisztus Passiójának jeleneteit ábrázolják. Az oltár 1500-1510 közt készült, és egykor a selmecbányai Szent Katalin-templom főoltárát díszítették. A török támadás miatt a selmecbányai vártemplomot a 16. század első felében átalakították, ezért a nyolc táblakép (az oltárt eredetileg nyolc darab, egyenként 180 x 120 cm-es tábla alkotta) elkerült onnan. Az oltár képeiből ma egy kép, a Vizitáció című, a Nemzeti Galériában, a Jézus születése című kép a hontszentantali plébániatemplomban, négy kép pedig, az Krisztus az Olajfák hegyén, a Keresztvitel, a Kálvária és a Feltámadás című az esztergomi Keresztény Múzeumban található. A feltámadt Krisztus kezében keresztes zászlót tart, amely az Ecclesia jelvénye, a szimbólum ennek győzelmét jelenti a Kálvárián látható Synagoga kosfejes zászlajával szemben. A kereszt az Újszövetség ikonográfiai attributuma az Ószövetségé pedig a kosfej.  A Királyok imádása című táblakép a 19. század végén egy lille-i múzeumba került. Fennmaradt művein a táj részletes ábrázolása, természet és ember harmóniája jellemző, emiatt a dunai iskola stílusirányzatába sorolható.

## Galéria

Vizitáció, 1506 tempera hársfán, 140 × 94.5 cm Magyar Nemzeti Galéria, Budapest
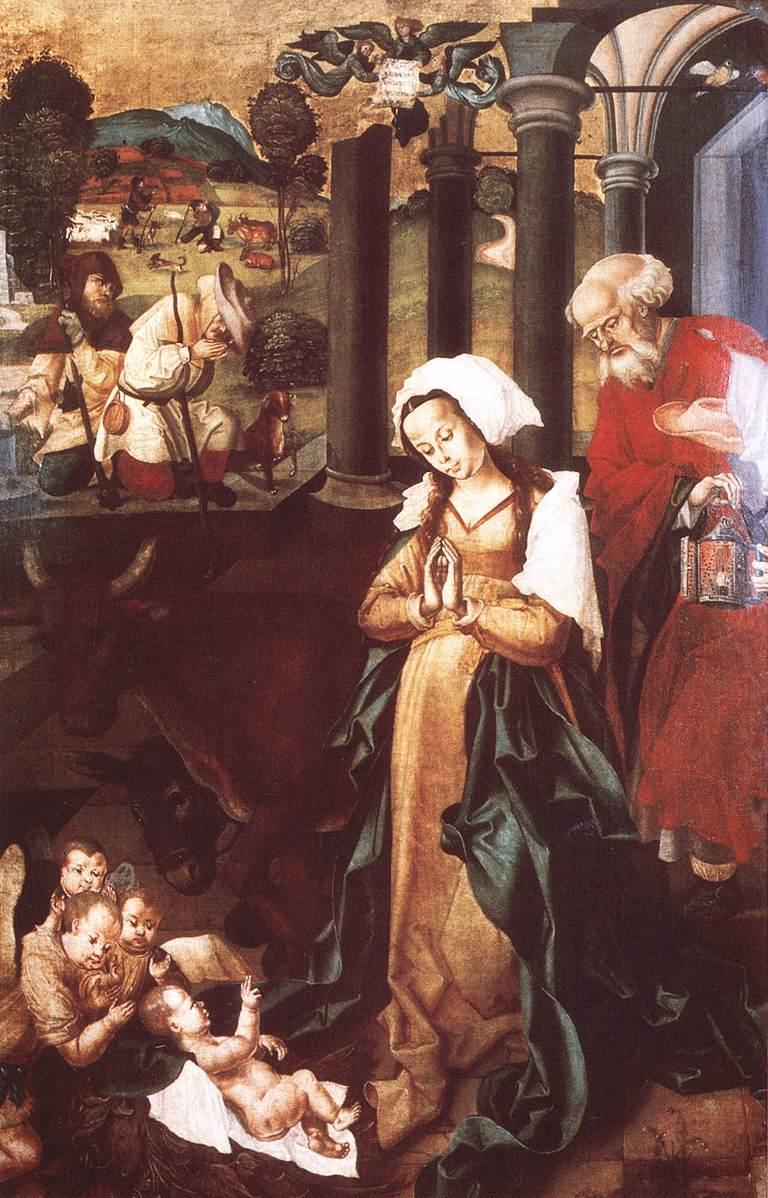
Jézus születése, 1506 tempera hársfán, 123 × 79 cm plébániatemplom, Szentantal (Svätý Anton)
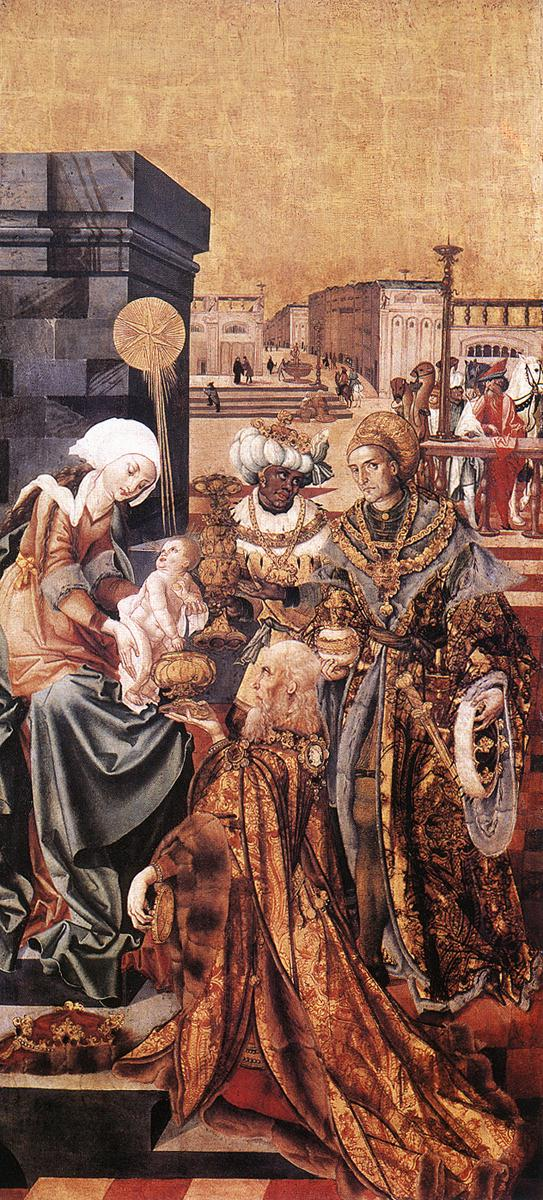
A királyok imádása, 1506-10 tempera hársfán, 180 × 82 cm Palais des Beaux-Arts de Lille
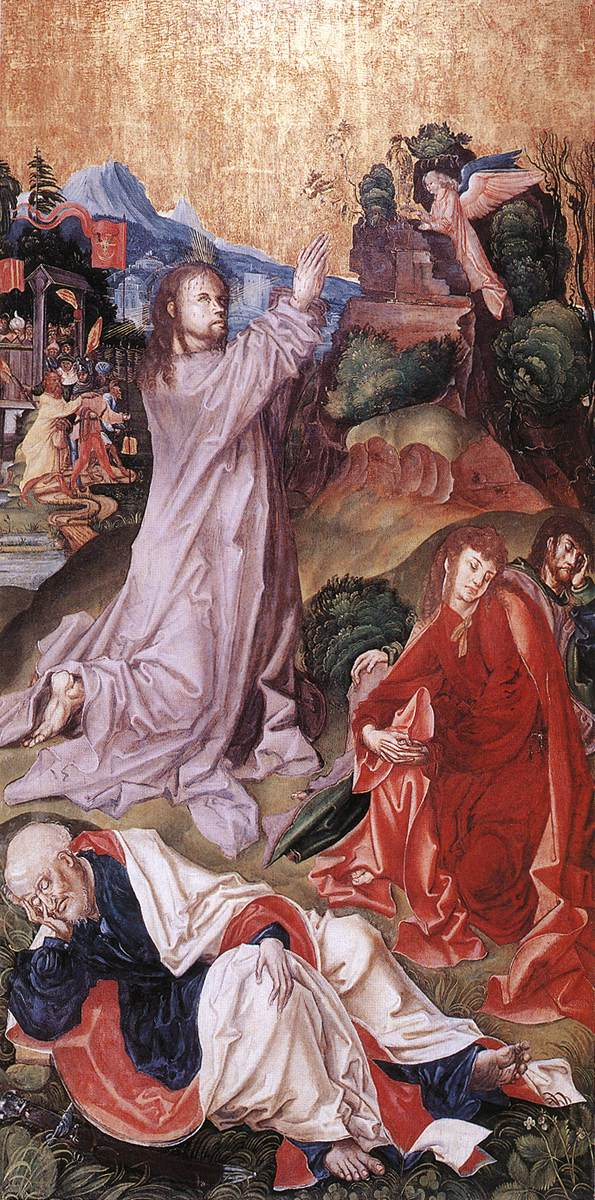
Krisztus az Olajfák hegyén, 1506-10 tempera hársfán, 180 × 82 cm Keresztény Múzeum, Esztergom
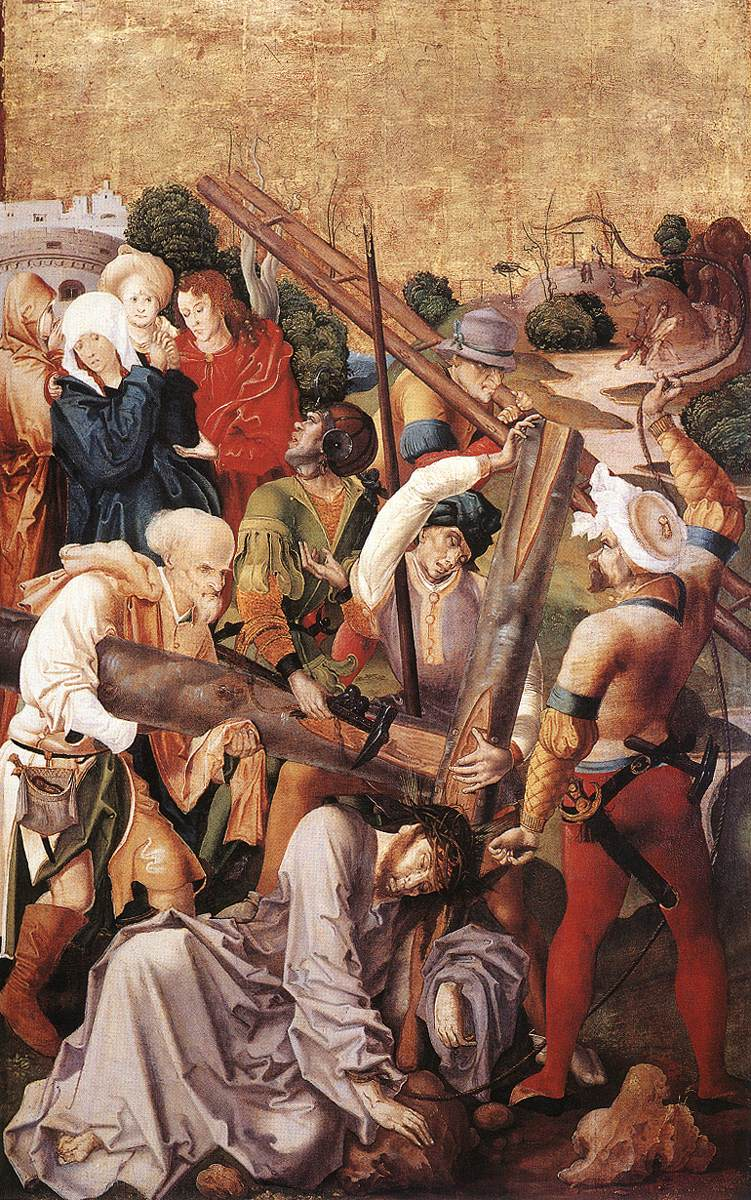
Keresztvitel, 1500-10 tempera hársfán, 147 × 92 cm Keresztény Múzeum, Esztergom
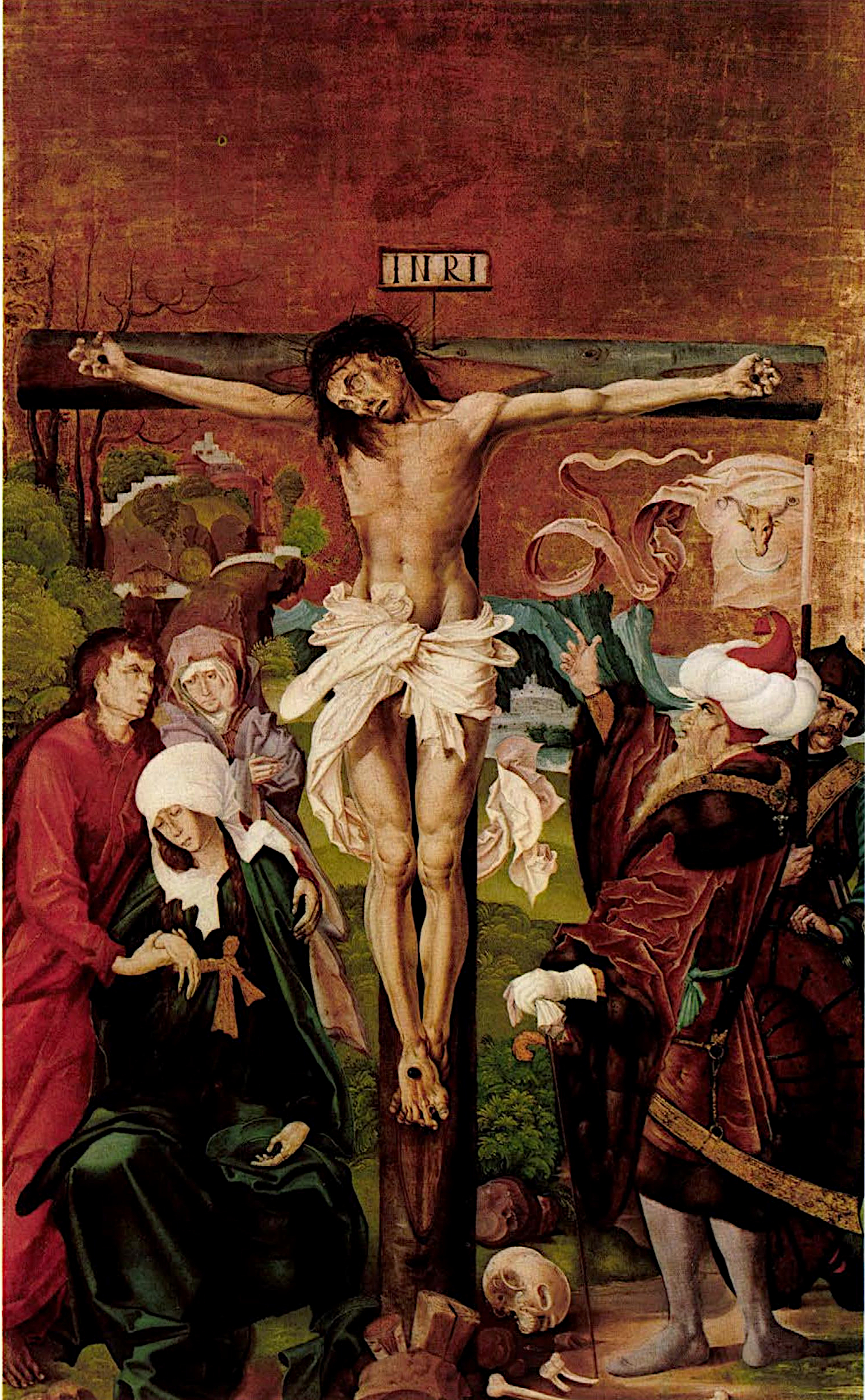
Kálvária, 1500-10 tempera hársfán, 147 × 92 cm} Keresztény Múzeum, Esztergom
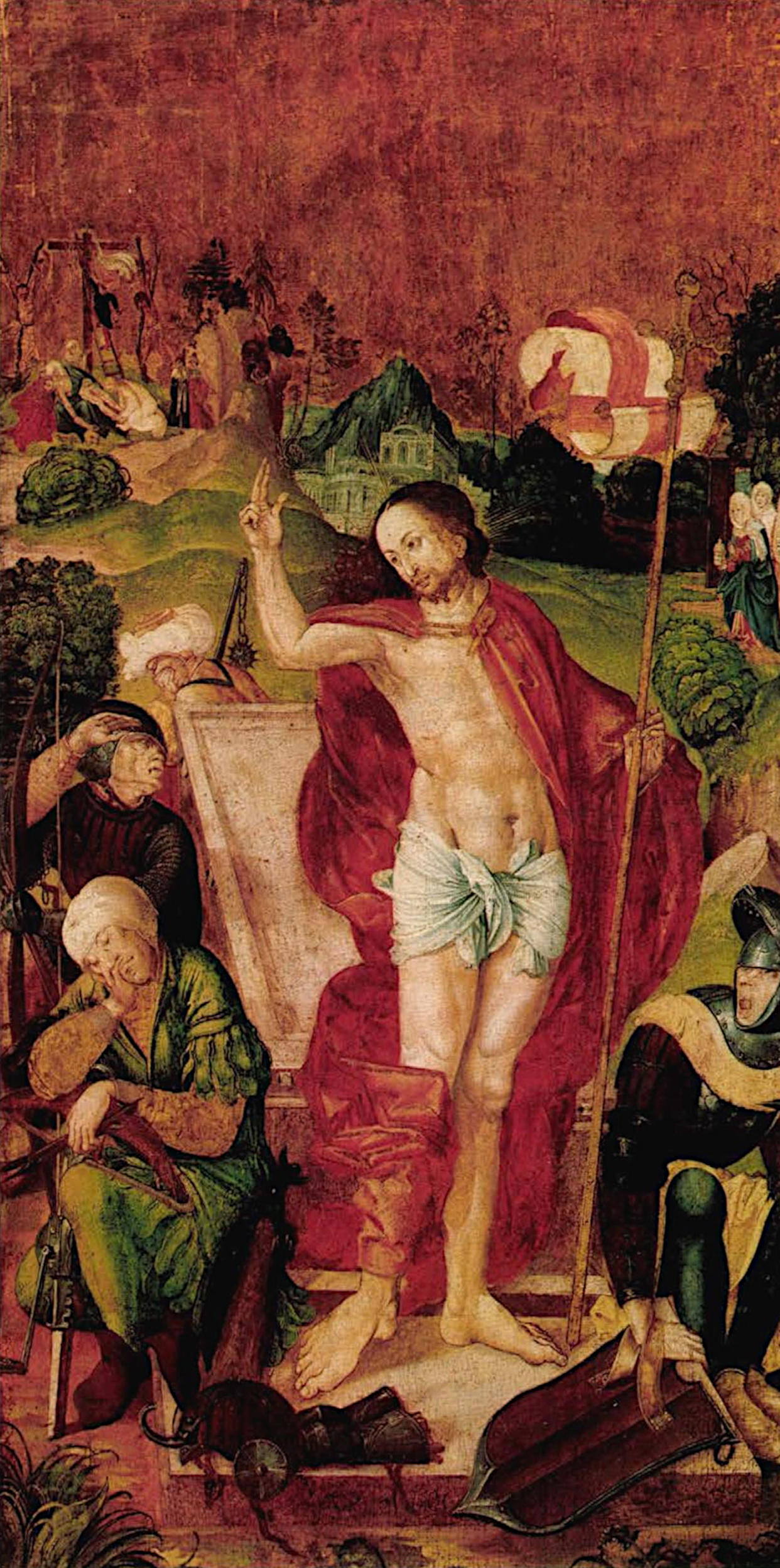
Feltámadás, 1500-10 tempera hársfán, 156 × 78 cm Keresztény Múzeum, Esztergom